# Église Saint-André de Gauville-la-Campagne
Pour les articles homonymes, voir Église Saint-André.
L'église Saint André de Gauville-la-Campagne, est une église du département de l'Eure dans la région Normandie.

## Historique

### Au Moyen Âge
L'église de Gauville-la-Campagne tout comme le village est fort ancien. Une présence humaine est attestée depuis l'an 1000 dans les écrits de l'abbaye Saint-Sauveur d'Évreux. Ce texte affirme que la terre de Gauville fut donné un seigneur prénommé Wandrille.
En revanche la première église aujourd'hui disparue a existé probablement en 1226 étant donné que l'on voit dans les cartulaire la présence d'une paroisse à Gauville-la-Campagne prélèvant la dîme pour l'entretien des charges ecclésiastiques.

### De la Renaissance à nos jours
Au XVIe siècle, le silex est employé pour la reconstruction de l'église après les affres des guerres de Religion tout en conservant des éléments du XVe siècle.
Au XVIIIe siècle la paroisse de Gauville-la-Campagne est dirigée par l'abbé Prévost qui rédige la première histoire de Gauville servant de base pour les travaux ultérieurs.
Au XIXe siècle, elle est située sur la route départementale 47, ce qui en fait un lieu très fréquenté des alentours.

## Architecture
Outre son orientation comme bon nombre d'églises ouest en est, elle est allongée et se termine par un chevet plat. La façade présente un décor typique du gothique flamboyant en damier de pierre de silex. Les murs sont faits d'arcs d'ogive brisés. Les fenêtres et les ouvertures sont rares.